# Iaz (okręg Bacău)
Iaz – wieś w Rumunii, w okręgu Bacău, w gminie Strugari. W 2011 roku liczyła 152 mieszkańców.